# Dasysphinx mucescens
Dasysphinx mucescens là một loài bướm đêm thuộc phân họ Arctiinae, họ Erebidae.